# Fernando Flores y Pérez
Fernando Flores y Pérez es un abogado y político mexicano miembro del consejo de administración de OMA (Grupo aeroportuario del centro norte de México), actualmente se desempeña como director general de Aeromar y Aeromexico Connect, entre otros puestos en la administración pública de México, se ha desempeñado como director general de Aerovías de México (Aeroméxico) y de la Compañía Mexicana de Aviación (ambas líneas aéreas antes propiedad del gobierno mexicano), y como subdirector general administrativo del Instituto Mexicano del Seguro Social. 
También ha participado en la mesa directiva de la Confederación de Cámaras Industriales de México y en el consejo consultivo del grupo financiero Banamex, en la controladora CINTRA y en la Cámara Nacional de Aerotransportes. Fue director general del Instituto Mexicano del Seguro Social y Subsecretario del Trabajo, Seguridad y Previsión Social.
Ha ocupado los siguientes cargos: director corporativo de asuntos jurídicos y asuntos Laborales del Grupo Industrial DINA (Diesel Nacional) y director jurídico y de relaciones laborales del Combinado Industrial Sahagún en el Estado de Hidalgo en México. Es egresado de la escuela de derecho de la Universidad Iberoamericana, ha ocupado posiciones en la Asociación Internacional del Transporte Aéreo Latinoamericano, en el Grupo Asesor del Sector Turismo de la Secretaría de Turismo de México, en el Consejo Directivo de la Fundación del Instituto Mexicano del Seguro Social, en el consejo de Star Alliance y en el consejo honorario de la Flight Safety Foundation.